# NGC 343
NGC 343 é uma galáxia espiral (S) localizada na direcção da constelação de Cetus. Possui uma declinação de -23° 13' 28" e uma ascensão recta de 0 horas, 58 minutos e 23,9 segundos.
A galáxia NGC 343 foi descoberta em 1886 por Frank Müller.